# Emma Eckstein
Pour les articles homonymes, voir Eckstein.
Emma Eckstein (1865-1924) est une patiente de Sigmund Freud qui, après son analyse, est devenue psychanalyste pendant une très courte période.

## Biographie
Emma Eckstein, née le 28 janvier 1865 à Gaudenzdorf (aujourd'hui dans le XIIe arrondissement de Vienne, Meidling) et décédée le 30 juillet 1924 à Vienne, est issue d'une grande famille viennoise de tradition socialiste. 
Elle participa activement au mouvement féministe. 
Elle a écrit un livre sur l'éducation sexuelle des enfants en 1904.
À 27 ans, elle consulte Freud notamment pour des symptômes de douleurs intestinales et un syndrome dépressif lié à la menstruation. Il diagnostique alors un trauma psychologique dû à des abus sexuels dans l'enfance. Freud adresse sa patiente à son ami Wilhelm Fliess, selon qui un lien physique existe entre l'organe génital féminin et le nez (théorie de la « névrose nasale réflexe »). Il l'opère du nez la même année. L'opération est un désastre. Fliess commet une grave erreur, en oubliant des cautères dans le nez de sa patiente. Réopérée, elle en gardera de graves lésions sur le visage toute sa vie. Freud s'était bien rendu compte que Fliess avait commis une faute médicale grave, dont Freud met du temps à tirer les conséquences dans sa réévaluation du savoir de son ami et confident. La rupture entre les deux hommes n'interviendra qu'en 1904, soit douze ans plus tard, et sera définitivement consommée lorsque Fliess publiera Pour ma propre cause, un livre dans lequel il accuse Freud d'avoir dévoilé ses théories sur les cycles vitaux à des plagiaires. Freud détruira alors toutes les lettres envoyées par son ancien ami.
Selon l'hypothèse de Bertrand Vichyn, le « cas Emma »  qui « n'a jamais été publié par Freud », serait « identifiable dans une brève “histoire de malade” publiée dès 1894 par Freud », donc avant le récit de ce cas dans L'Esquisse (1895) qui illustre sur le plan clinique la théorie du « traumatisme en deux temps » relié aux Études sur l'hystérie, et avant l'abandon en 1897 par Freud de sa première théorie dite des neurotica ou théorie de la séduction.  Aux yeux de Vichyn « la contribution d'Emma Eckstein au savoir analytique reste en grande partie méconnue ». Beaucoup de psychanalystes n'ont retenu son nom que « grâce aux hypothèses relatives à sa participation au personnage composite d'Irma » dans L'Interprétation du rêve.